# Edvin Tiemroth
Edvin Christian Tiemroth, född 18 februari 1915 i Köpenhamn, död där 16 november 1984, var en dansk skådespelare samt teater- och TV-regissör.

## Biografi
Edvin Tiemroth utbildade sig vid Det Kongelige Teaters elevskola 1934–1936 och fortsatte som skådespelare vid teatern till 1937. De följande två åren var han engagerad vid Odense Teater. Sitt genombrott som skådespelare fick han 1939 då han spelade Lenny i John Steinbecks Mus og mænd i regi av Sam Besekow på teatern Riddersalen i Frederiksberg. Som regissör debuterade han 1944 med den amerikanske dramatikern Frances Swans komedi Seks i ilden på Rialto Teatret i Frederiksberg. Samma år satte han upp Hamlet av William Shakespeare på Riddersalen. Så har hans regirepertoar hela tiden växlat från det lätta till det tyngre, från klassiker till samtidsdramatik, liksom mellan privatteatrar och institutioner. 1963–1966 var han fast regissör vid Det Kongelige och 1967–1973 chef för Aarhus Teater. Han regisserade även operetter liksom TV- och radioteater och betraktades som en föregångsman och förnyare i de två senare medierna. I flera uppsättningar förnyade han traditionen kring hur Ludvig Holberg spelades och han anses som en av efterkrigstidens mest betydande teaterregissörer i Danmark. Som skådespelare har man i Sverige kunnat se honom som advokaten Øster i TV-serien Matador 1978–1982. Han var gift med skådespelerskan Lene Tiemroth.